# Palikówka
Palikówka est une localité polonaise de la gmina de Krasne, située dans le powiat de Rzeszów en voïvodie des Basses-Carpates.